# Югов, Алексей Кузьмич
Алексе́й Кузьми́ч Ю́гов (12 [25] марта 1902, Каминское, Оренбургская губерния — 13 февраля 1979, Москва) — русский советский писатель и литературовед, переводчик, журналист.

## Биография
Алексей Югов родился 12 (25) марта 1902 года в семье волостного писаря в слободе Каминской Каминской волости Челябинского уезда Оренбургской губернии, ныне село Каминское входит в Куртамышский муниципальный округ Курганской области).
С 1911 года семья жила в городе Кургане Курганского уезда Тобольской губернии.
В августе 1914 года он был зачислен в Курганскую мужскую гимназию, учился в одном классе с Петром Дмитриевичем Горизонтовым. Журнал «Школьные годы», издаваемый в Кургане Союзом учащихся средней школы, стал первой пробой его писательского пера. Окончил среднюю школу в Новониколаевске (ныне Новосибирск).
По состоянию на июль 1920 года, он работал инструктором секции Народных домов при внешкольном подотделе отдела народного образования в Новониколаевске.
В 1920 году поступил на медицинский факультет Томского государственного университета (командирован РКСМ, чьим членом он на тот момент являлся) для продолжения образования. Но в 1921 году перевёлся в Одесский медицинский институт.
Начал печататься с 1922 года. В 1923 году одесский журнал «Силуэты» опубликовал поэму А. К. Югова «Лётчики», которую высоко оценил Эдуард Георгиевич Багрицкий.
В 1927 году окончил Одесский медицинский институт.
В 1927—1930 годах работал врачом в селе Колывань (ныне Новосибирская область), в 1929 он заключил договор с трестом Цветметзолото и стал разъездным врачом Южно-Енисейского горно-промышленного района. В 1928 году в «Сибирских огнях» (№ 1-3) опубликован научно-фантастический роман «Безумные затеи Ферапонта Ивановича»; успехом пользовалась книга Югова «Записки разъездного врача» (1931). «Записки» стали основой романа «Бессмертие», носящего автобиографический характер и переведенного на несколько иностранных языков.
В 1930 году принял предложение сотрудничать в журнале Максима Горького «Наши достижения» и переехал в Москву. Здесь он полностью посвятил себя литературной деятельности. После переезда начал профессионально заниматься журналистикой. Написал книги о Клименте Аркадьевиче Тимирязеве (1936), об Иване Петровиче Павлове. Книге о Павлове предшествовал документальный очерк «Башня молчания». Книга «Павлов» — «повесть-исследование». К образу Павлова обратился вновь в 1950-х. В соавторстве с П. К. Исаковым работал над сценарием кинофильма о Павлове. В 1954 году на Ленинградской студии научно-популярных фильмов снят фильм «Во имя человека», занявший в 1956 году первое место на международном конгрессе.
В 1938 году заболел тяжелой формой полиартрита, давшего тяжелые осложнения на сердце.
В начале войны А. К. Югов был контужен. В 1943 году вновь возвратился к литературной работе. В 1950 году был на строительстве Куйбышевской ГЭС (ныне Жигулёвская ГЭС) спецкорреспондентом газеты «Известия».
Автор романов, а также очерков, литературных статей, рецензий, документально-художественных биографий учёных. Переводчик и комментатор «Слова о полку Игореве».
В произведениях, посвящённых современности, он подчёркивает ведущую роль партии, в исторических романах — приоритет всего исконно русского. Его романы отличаются искусственностью в построении действия, тяжеловесным, неестественным стилем.
В 1972 году принят в Союз писателей СССР. Избирался членом правления Союза писателей РСФСР.
У Юговых была квартира в писательском городке в Переделкино, ныне Новомосковский административный округ города Москвы.
Алексей Кузьмич Югов умер 13 февраля 1979 года в городе Москве. Похоронен на Никольском кладбище (г. о. Балашиха, Московская область).

### Семья
Потомок крестьянина-рудознатца Моисея Ивановича Югова (1760—1797), первооткрывателя Кизеловского угольного бассейна.
Дед: Александр Симонович Югов, из села Галкино Шадринского уезда Пермской губернии (ныне Шумихинский муниципальный округ Курганской области).
Отец: Кузьма Александрович Югов (1871—1952), волостной писарь в слободе Каминской Челябинского уезда Оренбургской губернии. Был скомпрометирован в глазах властей причастностью к какому-то политическому делу и ему, как политически поднадзорному, было запрещено состоять на государственной службе; стал мельником-плотинщиком. Мельница была в деревне Белой той же волости. Помимо мукомольного производства активно занимался маслоделием и торговлей.
Мать: Антонина Григорьевна Югова (1874—1949).
Братья: Михаил (1898—1974), Николай (1900—?). Сестра: Зоя (в замуж. Лесина, 1895—1985).
Жена: Ольга Ивановна Югова (1901—1978)
Сын: Владимир Алексеевич Югов (1925—1980).
Дочь: Татьяна Алексеевна Серебровская, её муж: Владимир Павлович Серебровский, ответственный секретарь комиссии по литературному наследию А. К. Югова.
Внучки: Мария Владимировна Югова, Любовь Владимировна Капорина (Серебровская).
Племянник — поэт-песенник Вадим Евгеньевич Малков.

## Историко-лингвистические теории
Упорно доказывал славянское («тавро-скифское») происхождение Ахиллеса, развивая мысль византиниста XIX в. В. Г. Васильевского. Впервые он выступил с этой идеей в разгар борьбы с «безродным космополитизмом» и в то время, когда Крым усиленно заселялся славянским (русским и украинским) населением. Этим и определялась сверхзадача его выступления. Керченский полуостров объявлялся писателем родиной железной металлургии. Автор настаивал на происхождении Киевской Руси от Скифского царства в Крыму и доказывал, что русские являлись исконным населением Крыма.
Сочинения, включавшие опус об Ахиллесе, неоднократно переиздавались. Популяризация этой идеи вызвала беспокойство у ученых, и они не раз выступали с разъяснениями по поводу её полной безосновательности. Однако русские патриоты эпохи развитого социализма защищали построения Югова и неизменно включали их в свои этногенетические схемы.

## Награды и премии
- Государственная премия РСФСР имени М. Горького, 27 декабря 1972 года, за роман «Страшный суд» (1971)
- Орден Трудового Красного Знамени
- Орден «Знак Почёта»

## Память
- Улица Югова в городе Кургане, до 2006 года некоторые дома были на улице Короткой[21][22].
- Улица Югова в городе Куртамыше.
- Решением исполнительного комитета Курганского областного совета народных депутатов от 13 марта 1991 года № 64 областная библиотека была переименована в Курганскую областную универсальную научную библиотеку имени Алексея Кузьмича Югова. В библиотеке регулярно проводятся Юговские чтения, поддерживаются связи с родственниками писателя, оформляются выставки, на которых представлено не только творческое наследие Алексея Кузьмича, но и его личные вещи, книги из его коллекции. Читатели называют областную библиотеку Юговкой.
- В ГКУ «Государственный архив социально-политической истории Курганской области» хранится фонд № 6926 в 242 единицы хранения[23]. Часть документов о жизни и творчестве писателя была передана на государственное хранение в Институт русской литературы в Санкт-Петербурге (Пушкинский Дом).

## Произведения
Произведения издавалась в Болгарии, Польше, Румынии, Чехословакии, Великобритании, Нидерландах, США.
- Аяхта: (записки разъездного врача) / Рис. и макет 2-й бригады ИЗО Огиза С. Соколова, Е. Абрамовой. — М.: Огиз; Молодая гвардия, 1931. — 88 с.
- Государственный институт переливания крови и гематологии / Предисл.: А. Багдасаров; Обл.: С. Михайлов. — М.; Л.: Учпедгиз, 1932. — (Научные и культурные центры СССР; Вып. 4). (см. Национальный медицинский исследовательский центр гематологии)
- Рычаг. — М., Молодая гвардия, 1933
- Большие шаги, пьеса. — М., 1934
- К. А. Тимирязев. — М.-Л., Детиздат, 1936
- Лётчики / Поэма, 1923.
- Павлов.— М.-Л., Детиздат, 1939
- Бессмертие. — М.: Советский писатель, 1944. (Роман о классовой борьбе на сибирских золотых приисках в первые годы советской власти)
- «Даниил Галицкий». — М.: Госполитиздат, 1944. — 56 с.
- Ратоборцы. Эпопея в двух книгах[24]. 1944—1948 гг.
- Свет над Волгой. — М.: Советский писатель, 1953
- Павлов. — М.: Детгиз, 1954. — 272 с. — 30 000 экз.
- Отважное сердце: Историческая повесть: (для младшего школьного возраста) / Рис. Б. Шахова. — М.: Детгиз, 1955. — 112 с.
- На большой реке / Роман. — М., Молодая гвардия, 1960 (о строительстве Волжской ГЭС).
- Судьбы родного слова. — М., Молодая гвардия, 1962,
- Страшный суд. Шатровы. 1971. Историко-революционный роман-дилогия; примечателен тем, что в число персонажей включён Троцкий.
- Думы о русском слове / Ред. Вяч. Горбачев; Худож.: Б. Мокин, Б. Шляпугин. — М.: Современник, 1972. — 216 с. — (Библиотека «Любителям российской словесности»). — 50 000 экз. (2-е изд. — 1975)
- Избранные произведения в 2-х томах — М.: Художественная литература, 1975.
- Собрание сочинений в 4-х томах — М.: Советская Россия, 1984—1985.